# Intibucá
Intibucá è un comune dell'Honduras facente parte del dipartimento omonimo.
Il comune risulta già come entità autonoma nel censimento del 1791.